# Fóton magnético
Na física, um fóton magnético é uma partícula hipotética prevista em 1966 pelo Prêmio Nobel Abdus Salam. É uma mistura de estados de paridade C pares e ímpares e, ao contrário do fóton normal, não se acopla aos léptons. É previsto por certas extensões do eletromagnetismo incluir monopólos magnéticos. Não há nenhuma evidência experimental para a existência desta partícula, e várias versões foram descartadas por experimentos negativos.